# Slaget vid Tsushima
Slaget vid Tsushima (japanska: 対馬海戦, tsushima-kaisen), även känt som "slaget i Japanska sjön" (japanska: 日本海海戦, nihonkai-kaisen) i Japan, var det sista och mest avgörande sjöslaget i det rysk-japanska kriget som utkämpades mellan 1904 och 1905. Slaget utkämpades den 27-28 maj 1905 (den 14-15 maj i den julianska kalendern som användes i Ryssland vid denna tidpunkt) i Tsushimasundet. I detta slag förstörde den japanska flottan, under amiral Heihachiro Togo två tredjedelar av den ryska flottan, under amiral Zinovij Rozjestvenskij.  Det var det största sjöslaget som utkämpades mellan napoleonkrigen och första världskriget och det första där radiotelegrafi användes. 

## Översikt
| Den japanska kombinerade flottan och den ryska östersjöflottan, som sänts över från Europa, utkämpade ett slag i sundet mellan Korea och Japan, nära Tsushimaöarna. Tidigare hade den ryska stillahavsflottan skingrats vid slaget om Gula havet den 10 augusti 1904 och sänktes slutligen vid Port Arthur. Östersjöflottan seglade genom Nordsjön, där man orsakade en diplomatisk incident vid Doggers bankar, när de anföll en brittisk fiskeflotta. De fick därför inte använda Suezkanalen, utan fortsatte runt Afrika och anlöpte hamn i Indokina. Resan var lång och full av umbäranden, och besättningens moral höll på att sjunka. Ryssarna hade givits order om att bryta blockaden av Lüshun (numera känt som Dalian), men bosättningen hade redan fallit innan fartygen anlände så man försökte istället nå den ryska hamnen Vladivostok. |

Ryssarna hade tre möjliga segelvägar för att nå Vladivostok: La Pérouse, Tsugaru och Tsushima. Amiral Rozjestvenskij valde Tsushima för att förenkla rutten. Amiral Togo, som var baserad vid Pusan, Korea trodde även att ryssarna skulle komma via Tsushima. Tsushimasundet är ett vattenområde öster om ögruppen Tsushima, som ligger mitt emellan den japanska ön Kyushu och den koreanska halvön, den kortaste och rakaste rutten från Indokina. De två övriga rutterna skulle ha krävt att flottan seglade öster om Japan.

## Slaget
Den ryska flottan siktades när två efterföljande sjukhusskepp upptäcktes av den japanska kryssarflottan. Ryssarna seglade från syd-sydväst mot nord-nordost; den japanska flottan kom från väst-nordöst. Amiral Togo beordrade sin flotta att gira i följd, vilket tillät hans fartyg att komma på samma kurs som ryssarna, trots att man med manövern riskerade att fartygen under manövern kunde beskjutas ett och ett. Denna u-sväng var dock framgångsrik. De två kolonnerna med slagskepp stabiliserade sitt inbördes avstånd till 6 200 meter och började utbyta kanoneld. Denna eldstrid innebar att eran med de moderna sjöartilleristriderna hade inletts. Traditionellt brukade fartygen inleda sin eldgivning på betydligt kortare avstånd. Togo fick fördel i och med denna överraskning. Den japanska flottan hade kontinuerligt tränat eldgivning sedan kriget hade börjat. Man hade installerat adaptrar för underkaliberammunition i sina kanoner och på så sätt kunnat öva mera ofta utan att skada kanonrören eller lida brist på ammunition. Japanerna hade därför överlägsna kanonjärer och träffade sina mål oftare än ryssarna. Dessutom hade japanerna använt granater med shimose (melinit), som exploderade vid kontakt och förstörde fartygens överbyggnader. Ryssarna använde pansarbrytande granater med bystringar med laddning av bomullskrut och icke-tillförlitliga tändrör. De japanska träffarna förorsakade mera skada på de ryska fartygen än tvärtom i relation till antalet träffar - bl.a. sattes överbyggnaderna och deras målade yta i brand. Den japanska elden var även mera träffsäker eftersom de hade avståndsmätare ombord på sina fartyg vilket enbart några ryska fartyg hade.
Den ryska flottan var i dålig form för ett sjöslag. Med undantag för de fyra nyaste Borodinoklassens slagskepp, var fartygen av äldre design och dåligt underhållna. Den långa resan och bristande möjligheter för underhåll under resan, gjorde att fartygsbottnarna var smutsiga, vilket betydligt reducerade deras hastighet. De japanska fartygen kunde uppnå 16 knop (30 km/h), medan den ryska enbart kunde uppnå 8 knop (15km/h). Togo kunde utnyttja sin flottas bättre manöverduglighet till sin fördel och lyckades "korsa T:et" två gånger.

Amiral Rozhdestvenski blev försatt ur spel när han träffades av granatsplitter i huvudet. Den ryska flottan förlorade slagskeppen Knjaz Suvorov, Osljabja, Imperator Aleksandr III och Borodino den 27 maj. De japanska fartygen erhöll enbart lättare skador, mest på slagskeppet Mikasa. På kvällen tog konteramiral Nebogatov befälet över den ryska flottan. Under nattens gång anföll japanska torpedbåtar och jagare den ryska flottan, som splittrades i några mindre grupper, som försökte bryta sig ur mot norr. Det gamla slagskeppet Navarin sänktes, medan slagskeppet Sisoj Velikij och de två gamla pansarkryssarna Admiral Nachimov och Vladimir Monomach skadades och man var tvungna att borra dem i sank under morgonen. Slaget blev en övelägsen japansk seger.

## Efterspel
Fyra andra slagskepp, under konteramiral Nebogatov var tvungna att kapitulera följande dag. Hans grupp bestod enbart av ett modernt slagskepp, Orjol, samt det gamla slagskeppet Imperator Nikolaj I samt två mindre pansarskepp General Admiral Apraksin och Admiral Senjavin och han hade ingen chans att stå emot den japanska flottan. Enskilda ryska fartyg jagades av den japanska flottan fram tills kvällen, den 28 maj. Det lilla pansarskeppet Admiral Usjakov vägrade att kapitulera och sänktes av japanska pansarkryssare. Den gamla kryssaren Dmitrij Donskoj kämpade mot sex japanska kryssare och överlevde till nästa dag, när hon borrades i sank på grund av sina skador. Tre ryska pansarkryssare, däribland Avrora, lyckades fly till den amerikanska marinbasen vid Manila och internerades där. Den snabba bepansrade jakten Almaz (klassad som en andra klass kryssare) och två jagare var de enda ryska fartyg som lyckades ta sig till Vladivostok.
Nästan hela den ryska östersjöflottan förlorades i detta slag. Japanerna förlorade enbart tre torpedbåtar (Nummer 34, 35 och 69).

## Flottaktik

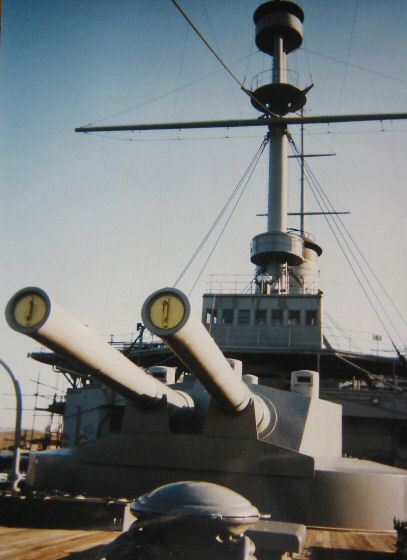
Slagskeppet Mikasa, amiral Togos flaggskepp vid slaget vid Tsushima.

Slagskepp, kryssare och andra fartyg var indelade i divisioner, varje division leddes av en flaggman (d.v.s. en amiral). Vid slaget vid Tsushima var amiral Togo befälhavare och ledde striden från slagskeppet Mikasa (de andra divisionerna leddes av viceamiraler, konteramiraler, kommendörer, kaptener och kommendörkaptener i jagardivisionerna). Efter Mikasa kom slagskeppen Shikishima, Fuji och Asahi i kolonnen. Därefter följde två bepansrade kryssare. 
När amiral Togo beslöt att utföra sin gir med sina fartyg på en linje, var detta för att han skulle behålla slaglinjens ordning, det vill säga att flaggskeppet Mikasa ännu i ledningen (Togo ville ha sina kraftfullaste enheter i ledningen så att dessa skulle vara först i strid). Att gira en efter en betyder att varje skepp måste vänta på sin tur att utföra manövern, detta betydde att varje fartyg girade på samma position (vilket var farligt, eftersom fienden då gavs möjlighet att sätta området under eld). Togo kunde ha gett sina fartyg orderna att gira tillsammans, vid samma tidpunkt. Denna manöver var den samma som påverkat den fransk-spanska flottan vid Trafalgar, skulle vara snabbare men skulle ha stört slagordningen och orsakat förvirring i och med den förändrade stridsplanen. Kryssarna skulle med manövern ha hamnat längst fram i kolumnen och detta var något som Togo vill undvika.